# Інах (міфологія)
Інах (грец. Ίναχος) — син Океана й Тетії, батько Іо, аргоський герой.
Після всесвітнього потопу (див. Девкаліон) Інах вивів людей з гори на рівнину й заснував місто Аргос. У суперечці Посейдона з Герою за володіння долиною Кефісу І. був на боці богині. Посейдон за це покарав країну, наславши велику посуху. Цим міфом греки пояснювали, чому в Арголіді такий сухий клімат. Коли І. обурився Зевсом за те, що той переслідує своїм коханням його дочку, бог наслав на героя еринію.
Рятуючись від еринії, Інах кинувся в річку, яку згодом стали називати його ім'ям.